# Cliobata raptimanus
Cliobata raptimanus är en tvåvingeart som först beskrevs av Mario Bezzi 1924.  Cliobata raptimanus ingår i släktet Cliobata och familjen skridflugor. Inga underarter finns listade i Catalogue of Life.